# Distephanus qazmi
Distephanus qazmi é uma espécie de angiospermas da família Asteraceae.
Apenas pode ser encontrada no Iémen.